# Абакар (кадий)
Абубекр или Абу-Бакар, Абакар — кадий Акуша-Дарго, участник противостояния вторжению России на Восточный Кавказ.

## Биография
Абакар упоминается кадием в конце XVIII и начале XIX веков.
В конце XVIII века шамхал Мехти II обратился к кадию Абакару в письме с просьбой дать совет касательно того, как поступить с Шейх-Али-ханом, который требовал от шамхала разорвать дружеские связи с Мустафой-ханом Ширванским.
В 1800-е и 1810-е годы Акуша-Дарго активно поддерживало кубинского и дербентского хана Шейх-Али-хана в его антироссийской борьбе.
14 августа 1806 году генералу Кноррингу докладывали, что акушинский кадий намерен участвовать в походе на Грузию вместе другими дагестанскими владетелями.
В 1807 году у пойманного русскими турецкого посланца нашли 15 писем к дагестанским правителям. 2 из них были адресованы кадию Акуши.
В 1811 году Шейх-Али в союзе с кадием Абакаром собрал при его содействии и с помощью денег, присланных в то время Персией, народ из Акушинского, Цудахарского, Сюргинского и Табасаранского участков, а также из селений Мехтулинских, выслано ему в помощь было значительное войско Казикумухским и Кюринским ханом Сурхай-Ханом.
Войско до 8 000 человек двинулось в Кубинское ханство, захватило все селения, кроме Зейхура и города Кубы. Власть была возвращена Шейх-Али-хану. Куба и Зейхур остались под российским контролем. Генерал-майор Гурьев, стоявший в Зейхуре, выступил оттуда с частю войска в село Джибир и сразился там с отрядом Шейх-Али-хана. Русские потерпели поражение и вернулись в Зейхур ждать помощи как и войско в Кубе.
Спустя 2 месяца прибыл генерал-майор Хатунцев с крупным русским войском. Около селения Рустов случилось крупное сражение. После больших потерь с обеих сторон, войска Шейх-Али были разбиты и рассеялись. В этой битве умер Абакар.
Назир из Дургели писал:
Ал-Кади Абу Бакр (Абакар) ал-Акуши. Он был достойным учёным, отважным, смелым. Скончался шахидом в сражении между русскими и войсками Ирана под руководством Шейх Али-хана в 1226 г. (1811 г.). Его сын по имени Баханад тоже был учёным, да смилостивится над ним Аллах.